# 萨多沃耶村委员会
萨多沃耶村委员会（俄语：Садовский сельсовет）是俄罗斯联邦阿穆尔州坦波夫卡区所属的一个村委员会。其下辖有3个居民点，行政中心为萨多沃耶。据2016年统计，该村委员会的人口为1913人。